# Le Code de l'honneur (album)
Pour les articles homonymes, voir Le Code de l'honneur.
Ne doit pas être confondu avec Le Code de l'horreur.
Albums de Rohff
Appelle-moi Rohff
(1998) La Vie avant la mort
(2001)
Le Code de l'honneur est le premier album studio du rappeur français Rohff, sorti le 7 décembre 1999 sur les labels Phénomène Records (label du T.I.N d'Expression Direkt) et EMI.
Considéré comme un album phare du hip-hop francophone, il regroupe plusieurs morceaux devenus des classiques incontestés du genre, parmi lesquels Du fond du cœur et, plus particulièrement, Génération sacrifiée.

## Autour de l'album
Plusieurs membres de la Mafia K'1 Fry (collectif dont Rohff fait partie) sont présents, comme 113 et OGB sur Le bal des voyous et Intouchable et Karlito sur Manimal. Plusieurs morceaux, dont un en collaboration avec Oxmo Puccino et Kery James, furent retirés.

## Liste des pistes
| 1.    | Intro                                           | Fred et DJ Mosko    | UFO de ESG/ Feel the Heartbeat de The Treacherous Three / Two, Three, Break de The B-Boys                                                 | 02:18 |
| 2.    | Appelle-moi Rohff                               | DJ Mehdi            | Samba triste de Stan Getz | 05:22 |
| 3.    | Catastrohff                                     | Delta               | | 05:04 |
| 4.    | Rohff vs. l'État                                | Kurser              | Stop on by de Rufus & Chaka Khan | 05:50 |
| 5.    | Rohff vs. l'État 2 (Opération vendetta)         | José                | | 02:54 |
| 6.    | Apprends à vivre                                | DJ Mehdi            | I needed love - You were there de Love Unlimited                                                                                          | 04:29 |
| 7.    | Skyrohff                                        | Kurser              | Bush Weed Contrash de Bunny & Ricky | 05:56 |
| 8.    | Le bal des voyous (feat. 113, OGB et La Sexion) | Fred                | Getaway de The Love Unlimited Orchestra                                                                                                   | 05:07 |
| 9.    | Galaxy                                          | Le Gang Du Lyonnais | | 04:19 |
| 10.   | Les nerfs à vif (feat. Doudou Masta)            | Le Gang Du Lyonnais | Living together des Bee Gees. Ce titre a également servit de sample pour L’introhff dans le deuxième album de Rohff La vie avant la mort. | 04:31 |
| 11.   | Du fond du cœur                                 | Fred et Samuel      | A quiet evening by the fire de Eric Clapton                                                                                               | 09:32 |
| 12.   | Génération sacrifiée                            | Weedy               | | 07:11 |
| 13.   | J'm'en bats les couilles d'être une star        | Yvan                | Sparkling in the sand de Tower of Power                                                                                                   | 05:35 |
| 14.   | Manimal (feat. Intouchable et Karlito)          | Mysta D             | | 06:04 |
| 74:17 |                                                 |                     | |       |

## Réception

### Ventes
L'album n'a jamais été classé dans le Top Albums. Écoulé à 10 000 exemplaires sans promotion à sa sortie, il atteint les 100 000 ventes au fil des années, grâce au succès des albums suivants.

### Streaming
Vingt-cinq ans après sa sortie, l’album est remasterisé en version digitale et devient disponible sur les plateformes de streaming, le 25 octobre 2024,.